# Niranrit Jarernsuk
Niranrit Jarernsuk (thailändisch นิรันดร์ฤทธิ์ เจริญสุข, * 9. Juni 1990 in Chonburi) ist ein thailändischer Fußballspieler.

## Karriere

### Verein
Niranrit Jarernsuk erlernte das Fußballspielen in der Jugendmannschaft des Erstligisten BEC Tero Sasana FC in Bangkok, bei dem er 2008 auch seinen ersten Vertrag unterschrieb. 2009 wechselte er zum Ligakonkurrenten Pattaya United. Für Pattaya spielte er 57 Mal und schoss dabei sechs Tore. 2013 wechselte er für sechs Monate zum damaligen Zweitligisten Nakhon Ratchasima FC. Nach elf Spielen ging er Mitte 2013 nach Bangkok und schloss sich dem Zweitligisten Bangkok FC an. Zum ebenfalls in der Zweiten Liga spielenden PTT Rayong FC ging er 2015. Nach sechs Monaten verließ er Rayong und unterschrieb einen Vertrag in Bangkok bei BBCU FC. Mit BBCU stieg er in die Erste Liga auf. Trat FC, ein Zweitligist, verpflichtete ihn 2017, wo er bis Mitte 2018 19 Mal spielte. Im Juni 2018 unterschrieb er einen Vertrag bei Ubon UMT United. Der Verein aus Ubon Ratchathani spielte in der Thai League. Nachdem der Verein den 17. Tabellenplatz belegte, musste er den Weg in die Zweitklassigkeit antreten. Im Juli 2019 wechselte er nach Sattahip zum Zweitligisten Navy FC. Für die Navy absolvierte er 14 Zweitligaspiele. Wo er von 2020 bis 2021 unter Vertrag stand, ist unbekannt. Im Januar 2022 schloss er sich dem Drittligisten Nakhon Ratchasima United FC an.